# Élodie Touffet
Élodie Touffet née le 17 février 1980 est une coureuse cycliste française.

## Biographie
Élodie Touffet commence sa carrière professionnelle en 2005, au sein de l'équipe Team Pruneaux d'Agen. Elle rejoint en 2006 l'équipe italienne Nobili Rubinetterie Menikini. Elle y court aux côtés de Fabiana Luperini et Rochelle Gilmore. Elle se classe deuxième du Tour de Drenthe, manche de la coupe du monde. Après une saison chez Gauss RDZ Ormu, elle est recrutée pour 2009 par Cervélo.

## Palmarès
- 2000
  - 2e étape du Tour de Charente-Maritime
- 2001
  - 2e du Trophée féminin du Crédit Immobilier
  - 2e du Tour de Charente-Maritime
  - 3e du Chrono des Herbiers
- 2004
  - Cholet-Pays de Loire
  - Ladies Berry Classic's Cher
  - 3e de la Ladies Berry Classic's Indre
- 2005
  - 1re étape du Trophée d'Or féminin
  - 2e de Cholet-Pays de Loire
  - 3e de la coupe de France
- 2006
  - 3e du championnat de France sur route
- 2007
  - 2e du Tour de Drenthe (Cdm)
  - 10e du Grand Prix de Plouay (Cdm)